# NK Đerzelez Sarajevo
Nogometni klub Đerzelez Sarajevo bio je nogometni klub iz Sarajeva. 

## Povijest
Klub je osnovan 1932. Zvao se ŠK Đerzelez, klupske boje bile su crvena i zelena, a klupska adresa Huzejin Kapetana 35.
Za vrijeme NDH zvao se Hrvatski športski klub Gjerzelez Sarajevo. U prvenstvu NDH 1942. završio je na 3. mjestu u skupini D, 1943. bio je 3., ujedno posljednji, u skupini C, a 1944. ispao je u doigravanju. Klub je nedugo zatim prestao postojati.
Rad kluba obnovljen je sredinom 1990-ih pod nazivom Đerzelez Sarajevo. Klub se 1999. godine spojio s NK Zenica, te je nastao novi klub – Đerzelez Zenica, koji je i igrao u Zenici. Zbog financijskih problema klub je raspušten 2001. godine.